# Genlisea exhibitionista
Genlisea exhibitionista är en tätörtsväxtart som beskrevs av Rivadavia och A.Fleischm.. Genlisea exhibitionista ingår i släktet Genlisea och familjen tätörtsväxter. Inga underarter finns listade i Catalogue of Life.